# Klaus Tafelmeier
Klaus Tafelmeier (né le 12 avril 1958 à Singen) est un athlète allemand (RFA), spécialiste du lancer du javelot. 

## Biographie
En 1986, Klaus Tafelmeier devient champion d'Europe du lancer du javelot avec un jet à 84,76 m. Il s'impose devant l'Est-allemand Detlef Michel et le Soviétique Viktor Yevsyukov.
Le 21 septembre 1986, à Côme, il réalise un lancer à 85,74 m qui constitue le record du monde avec le modèle de javelot introduit en avril 1986. Ce record est battu le 31 mai 1987 à Nitra par Jan Železný avec 87,66 m.

### Palmarès
| Date | Compétition                   | Lieu      | Résultat | Performance |
| ---- | ----------------------------- | --------- | -------- | ----------- |
| 1977 | Championnats d'Europe juniors | Donetsk   | 1er      | 84,14 m     |
| 1983 | Championnats du monde         | Helsinki  | 8e       | 80,42 m     |
| 1986 | Championnats d'Europe         | Stuttgart | 1er      | 84,76 m     |
| 1988 | Jeux olympiques               | Séoul     | 4e       | 82,72 m     |

### Records
| Épreuve           | Performance | Lieu          | Date            |
| ----------------- | ----------- | ------------- | --------------- |
| Lancer du javelot | 86,64 m     | Gelsenkirchen | 12 juillet 1987 |